# Serrano
För andra betydelser, se Serrano (olika betydelser).

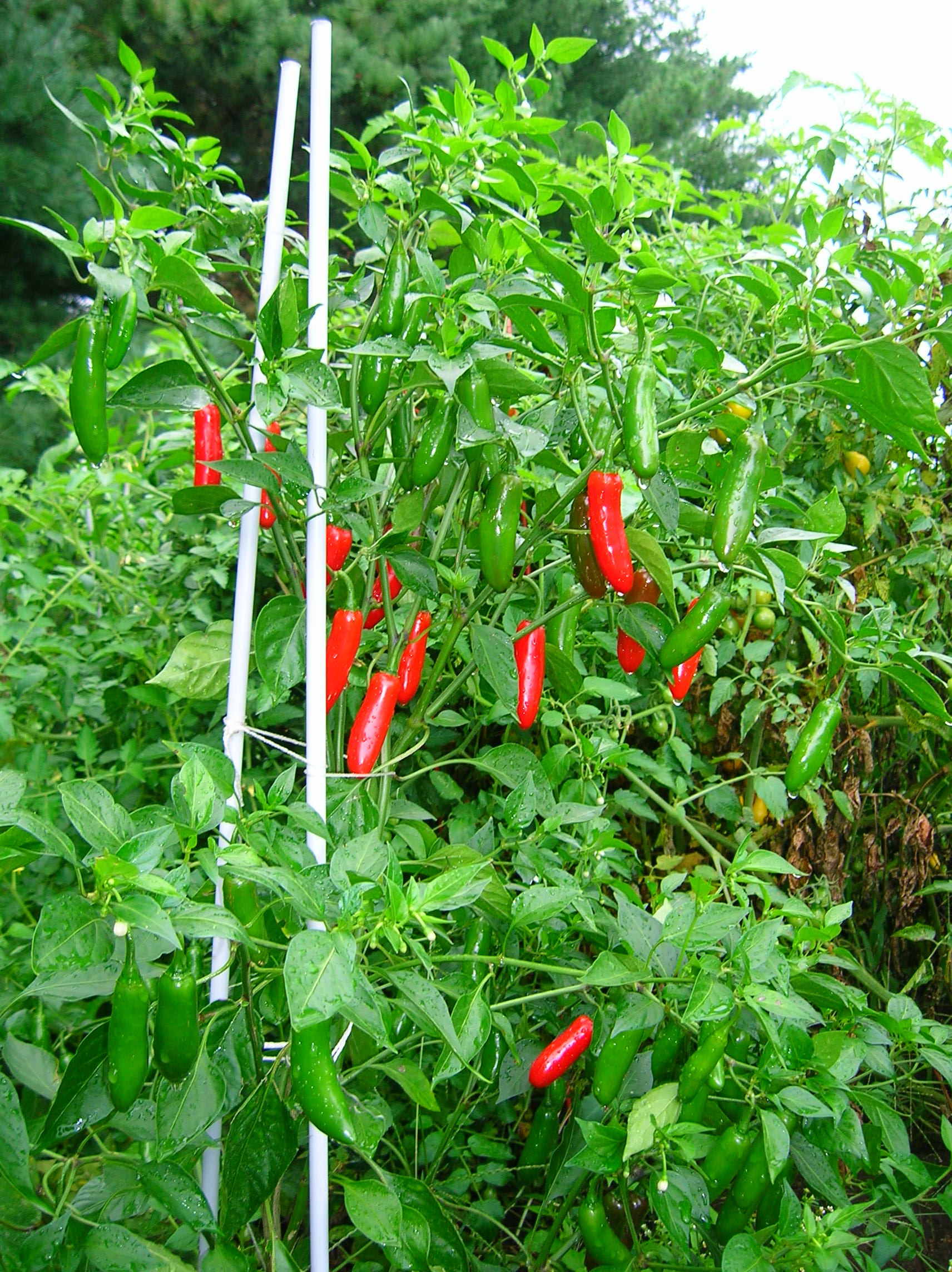
Serrano-planta med röda och gröna frukter.

Serrano är en tunnskalig chilifrukt, 5-10 centimeter lång. Mycket av innehållet lämpar sig inte för torkning. Denna chili behöver inte tillagas på något sätt utan går att äta eller användas som den är. Den används främst till salsa.
Frukten är grön när den växer och när den mognat varierar den i färgerna röd, brun, orange och gul. Styrkan på frukten är  10 000-23 000 scovillegrader, vilket är ungefär fyra gånger så starkt som jalapeño.
Serrano är den vanligaste chilifrukten i Mexiko.